# 石紋鞭尾鯙
石紋鞭尾鯙（学名：Scuticaria marmorata），又名錢鰻、薯鰻、虎鰻，为鯙科鞭尾鱔屬下的一个种。其种加词“marmorata”意为“大理石纹的”。